# USS Cusk (SS-348)
USS Cusk (SS/SSG/AGSS-348) là một  tàu ngầm lớp Balao được Hải quân Hoa Kỳ chế tạo trong Chiến tranh Thế giới thứ hai. Nó là chiếc tàu chiến duy nhất của Hải quân Hoa Kỳ được đặt cái tên này, theo tên loài cá moruy chấm đen (Brosme brosme) thuộc họ Cá tuyết sông. Hoàn tất quá trễ để có thể tham gia Thế Chiến II, nó được nâng cấp trong khuôn khổ Chương trình Ống hơi Hạm đội để tiếp tục phục vụ trong giai đoạn Chiến tranh Lạnh, và tham gia vào việc thử nghiệm phóng tên lửa hành trình từ tàu ngầm. Con tàu xuất biên chế năm 1969 và bị tháo dỡ vào năm 1972.

## Thiết kế và chế tạo
Thiết kế của lớp Balao được cải tiến dựa trên  tàu ngầm lớp Gato dẫn trước, là một kiểu tàu ngầm hạm đội có tốc độ trên mặt nước cao, tầm hoạt động xa và vũ khí mạnh để tháp tùng hạm đội chiến trận. Khác biệt chính so với lớp Gato là ở cấu trúc lườn chịu áp lực bên trong dày hơn, và sử dụng thép có độ đàn hồi cao (HTS: High-Tensile Steel), cho phép lặn sâu hơn đến 400 ft (120 m). Con tàu dài 311 ft 9 in (95,02 m) và có trọng lượng choán nước 1.526 tấn Anh (1.550 t) khi nổi và 2.424 tấn Anh (2.463 t) khi lặn. Chúng trang bị động cơ diesel dẫn động máy phát điện để cung cấp điện năng cho bốn động cơ điện, đạt được công suất 5.400 shp (4.000 kW) khi nổi và 2.740 shp (2.040 kW) khi lặn, cho phép đạt tốc độ tối đa 20,25 hải lý trên giờ (37,50 km/h) và 8,75 hải lý trên giờ (16,21 km/h) tương ứng. Tầm xa hoạt động là 11.000 hải lý (20.000 km) khi đi trên mặt nước ở tốc độ 10 hải lý trên giờ (19 km/h) và có thể hoạt động kéo dài đến 75 ngày.
Tương tự như lớp Gato dẫn trước, lớp Balao được trang bị mười ống phóng ngư lôi 21 in (530 mm), gồm sáu ống trước mũi và bốn ống phía phía đuôi tàu, chúng mang theo tối đa 24 quả ngư lôi. Vũ khí trên boong tàu gồm một hải pháo 4 inch/50 caliber, một khẩu pháo phòng không Bofors 40 mm nòng đơn và một khẩu đội Oerlikon 20 mm nòng đôi, kèm theo hai súng máy .50 caliber. Trên tháp chỉ huy, ngoài hai kính tiềm vọng, nó còn trang bị ăn-ten radar SD phòng không và SJ dò tìm mặt biển. Tiện nghi cho thủy thủ đoàn bao gồm điều hòa không khí, thực phẩm trữ lạnh, máy lọc nước, máy giặt và giường ngủ cho hầu hết mọi người, giúp họ chịu đựng cái nóng nhiệt đới tại Thái Bình Dương cùng những chuyến tuần tra kéo dài đến hai tháng rưỡi.
Cusk được đặt lườn tại xưởng tàu của hãng Electric Boat Company ở Groton, Connecticut vào ngày 25 tháng 5, 1944. Nó được hạ thủy vào ngày 28 tháng 7, 1945, được đồng đỡ đầu bởi các bà Claude S. Gillette và bà Walter G. Reed, và được cho nhập biên chế cùng Hải quân Hoa Kỳ vào ngày 5 tháng 2, 1946 dưới quyền chỉ huy của Hạm trưởng, Trung tá Hải quân P. E. Summers.

## Lịch sử hoạt động
Khởi hành từ Căn cứ Tàu ngầm Hải quân New London vào ngày 24 tháng 4, 1946, Cusk thực hiện một chuyến đi dài ngang qua vùng biển Caribe, vượt kênh đào Panama và đi đến San Diego, California vào ngày 6 tháng 6. Từ ngày 16 tháng 7 đến ngày 20 tháng 8, nó có chuyến đi đến vùng biển Alaska, rồi tiếp tục hoạt động tại chỗ từ cảng San Diego.
Được dự định để thử nghiệm phóng tên lửa từ tàu ngầm, Cusk được trang bị một khoang chứa tên lửa và một bệ phóng phía sau tháp chỉ huy. Nó được xếp lại lớp như một tàu ngầm tên lửa dẫn đường với ký hiệu lườn mới SSG-348 vào ngày 20 tháng 1, 1948, và trở thành chiếc tàu ngầm đầu tiên phóng một tên lửa dẫn đường, một tên lửa Republic-Ford JB-2 Loon vốn cải biến từ bom bay V-1 của Đức Quốc Xã, tiền thân của tàu ngầm mang tên lửa hành trình và tên lửa đạn đạo trong tương lai.
Vào năm 1954, Cusk đi đến Xưởng hải quân Mare Island để được trang bị ống hơi trong khuôn khổ Chương trình Công suất đẩy dưới nước lớn hơn (GUPPY), giúp cải thiện đáng kể tốc độ lặn dưới nước và tầm xa hoạt động. Nó được xếp lại lớp và quay trở lại ký hiệu lườn cũ SS-348 vào ngày 1 tháng 7, 1954 nhưng vẫn được giữ lại trong chương trình tên lửa Regulus do những thiết bị dẫn đường đặc biệt được trang bị.
Hoàn thành việc cải tiến, Cusk đi đến cảng nhà mới Trân Châu Cảng vào ngày 13 tháng 5, 1957. Nó tiếp tục vai trò tàu ngầm tên lửa dẫn đường cùng các tàu ngầm tương tự Tunny (SSG-282) và Carbonero (SS-337) tại vùng biển Hawaii, thực hiện một chuyến đi đến San Diego vào năm 1957 và làm nhiệm vụ tại Viễn Đông vào các năm 1958 và 1960. Sang mùa Thu năm 1961, nó tháo dỡ các thiết bị dẫn đường tên lửa Regulus để quay trở lại cấu hình tàu ngầm tấn công thông thường.
Sau khi thực hành phóng ngư lôi tại khu vực thực hành tác xạ Kahoolawe, Hawaii, Cusk lên đường vào tháng 1, 1962 cho một lượt hoạt động tại Viễn Đông. Đi đến Căn cứ Hải quân vịnh Subic, Philippines, nó chất lên tàu thủy lôi thực hành Mark 27 và Mark 10, rồi lên đường hướng sang vịnh Buckner, Okinawa, nơi nó thực hành rải thành công số mìn này trong khi lặn.
Vào tháng 6, 1969, được dự định sẽ ngừng hoạt động, Cusk được xếp lại lớp như một tàu ngầm phụ trợ và mang ký hiệu lườn AGSS-348. Nó khởi hành vào tháng 9, 1969 cho chuyến đi cuối cùng đến Xưởng hải quân Hunter's Point tại San Francisco, California. Tại đây, Cusk được cho xuất biên chế đồng thời rút tên khỏi danh sách Đăng bạ Hải quân vào ngày 24 tháng 9, 1969. Cuối cùng vào ngày 26 tháng 6, 1972, con tàu được bán cho hãng Zidell Exploration, Inc. tại Portland, Oregon để tháo dỡ.

## Những hình ảnh

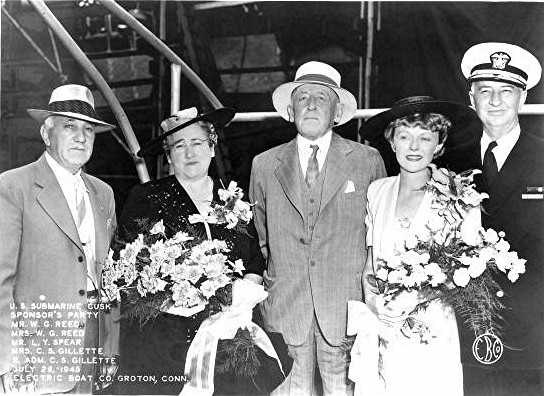
Tại buổi lễ hạ thủy chiếc USS Cusk, tháng 7 năm 1945
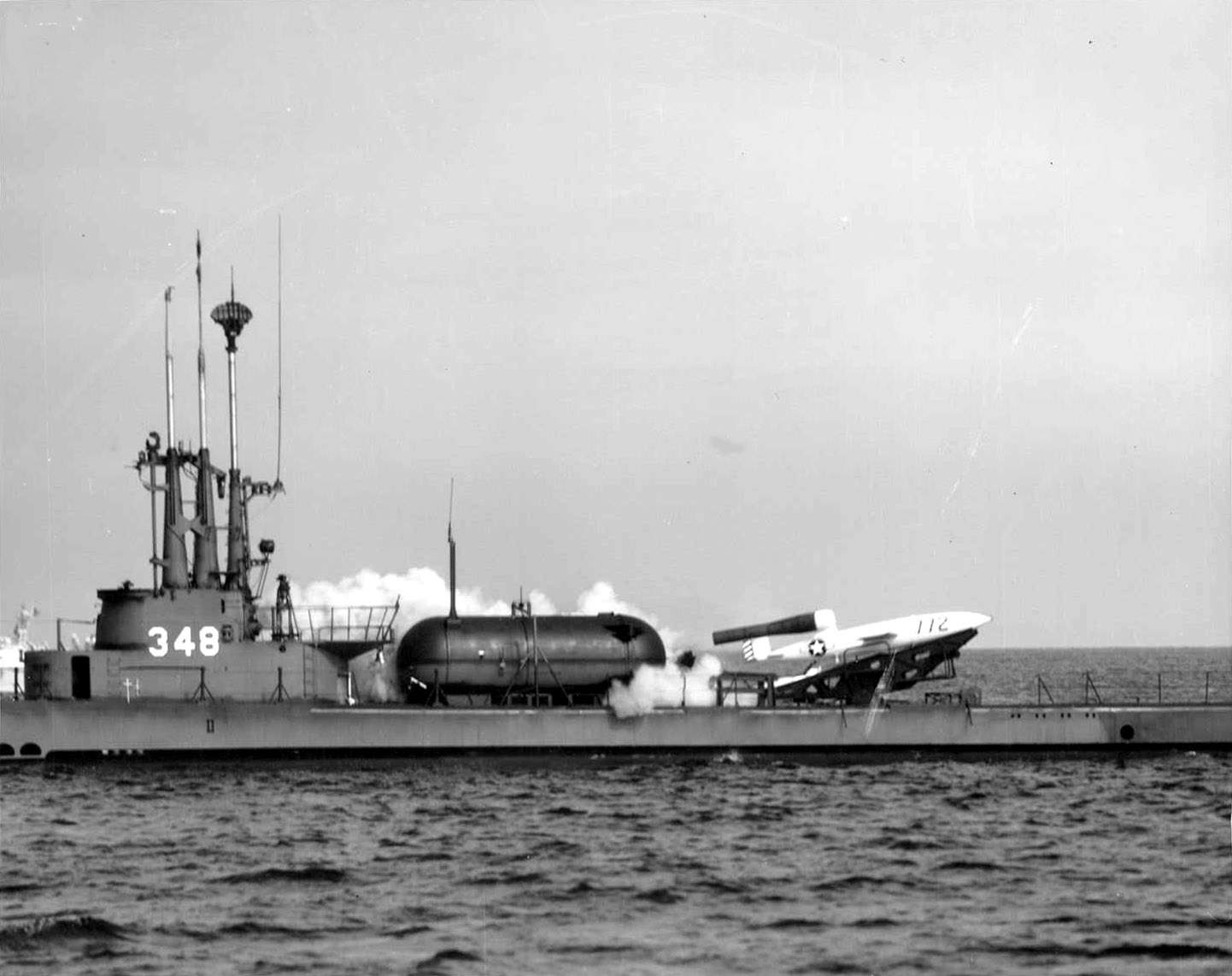
Cusk (SSG-348) đang phóng một tên lửa Republic-Ford JB-2 Loon, năm 1951

## Phần thưởng
Nguồn: Navsource Naval Hisrory.
|  |  |

| Huân chương Chiến thắng Thế Chiến II | Huân chương Phục vụ Phòng vệ Quốc gia |